# Liste der Fornminnen in Åryd

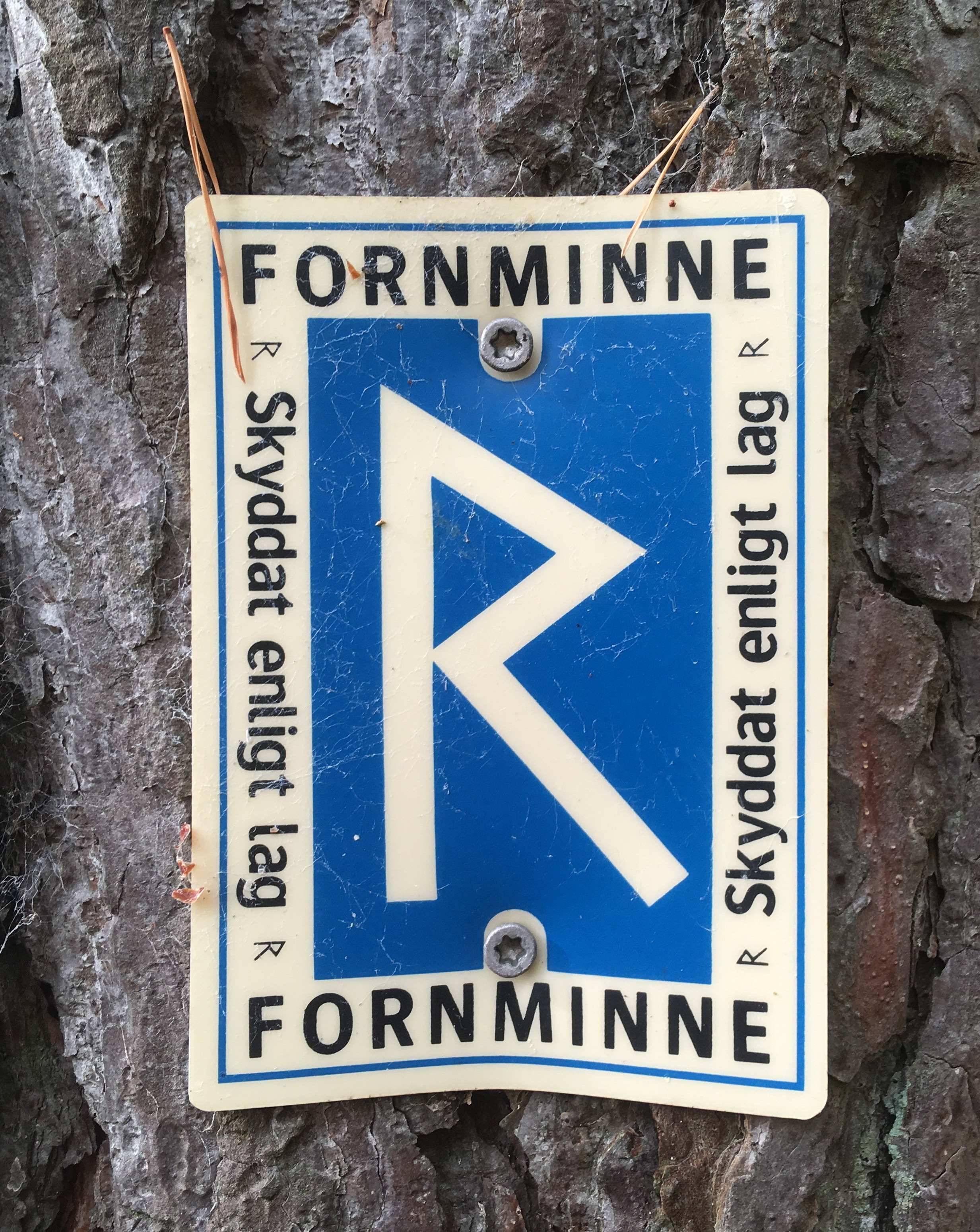
Zeichen für „Fornminnen“ in Schweden

Diese Liste der Fornminnen in Åryd zeigt die „alten/antiken Denkmale“ (schwedisch fornminnen) im ehemaligen Socken Åryd in der heutigen Gemeinde Karlshamm der südschwedischen Provinz Blekinge län, sie ist eine Teilliste der „Liste der Fornminnen in Blekinge“. Die Aufteilung basiert auf der historischen Zuordnung der Gebiete in Socken (siehe auch) und der Einteilung des Zentralamt für Denkmalpflege Riksantikvarieämbetet (RAÄ). Es werden die Fornminnen aufgeführt, die auf dem Suchdienst „Fornsök“ registriert sind, welcher weitere Informationen zu den bekannten kulturhistorischen Überresten in Schweden enthält.

## Begriffserklärung
Fornminnen (schwedisch für alte/antike Denkmale oder archäologische Funde) sind in Schweden alte Objekte und archäologische Funde (Fornlämningar), welche die Überreste menschlicher Aktivitäten in der Vergangenheit bezeichnen, die durch frühere Nutzung entstanden sind und dauerhaft aufgegeben wurden. Dabei gilt für Fornminnen, die vor 1850 entstanden sind, dass sie automatisch durch das Gesetz geschützt sind. Aber auch jüngere Überreste können zu Bodendenkmalen erklärt werden, wenn sie sich an ihrem ursprünglichen Standort befinden und weitgehend erdgebunden sind. Als Fornminnen zählen u. a. Siedlungen und Siedlungsreste aus prähistorischer Zeit, Gräber und Grabstätten, Burgruinen, Ruinen von Klöstern, Kirchen und Schlössern, Steine und Felsen mit Inschriften und Bildern (z. B. Runensteine und Petroglyphen), insofern sie nicht schon als Einzeldenkmal unter Byggnadsminnen (schwedisch für Baudenkmale) oder kyrkliga Kulturminnen (schwedisch für kirchliches Kulturgut) ausgewiesen sind.

## Legende
| ID           | = | ID.Nr. des Denkmalregisters (Fornsök) im schwedische Amt für nationales Kulturerbe (Riksantikvarieämbetet (RAÄ)) |
| Lage         | = | Koordinatenangabe des Standorts                                                                                  |
| Bezeichnung  | = | Bezeichnung des Denkmalobjekts (auch RAÄ-Nr.)                                                                    |
| Beschreibung | = | Name (Denkmaltyp/Dokumentenverweis im Arkivsök) sowie eine kurze Beschreibung des Objekts                        |
| Bild         | = | Bild des Objekts sowie Verweis auf weitere Bilder                                                                |

## Liste Fornminnen Åryd
| ID             | Lage    | Bezeichnung (RAÄ-Nr.) | Beschreibung | Bild           |
| -------------- | ------- | --------------------- | --- | -------------- |
| 10102000010001 | (Karte) | Åryd 1:1              | Åryd 1:1 (Steinsetzung / L1979:6534) bitte Beschreibung ergänzen ! | Weitere Bilder |
| 10102000020001 | (Karte) | Åryd 2:1              | Åryd 2:1 (Steinsetzung / L1979:6969) bitte Beschreibung ergänzen ! | Weitere Bilder |
| 10102000030001 | (Karte) | Åryd 3:1              | Åryd 3:1 (Steinsetzung / L1979:6970) bitte Beschreibung ergänzen ! | Weitere Bilder |
| 10102000040001 | (Karte) | Åryd 4:1              | Åryd 4:1 (Grabstein / L1979:7016) bitte Beschreibung ergänzen ! | Weitere Bilder |
| 10102000060001 | (Karte) | Åryd 6:1              | Åryd 6:1 (Steinsetzung / L1979:6590) bitte Beschreibung ergänzen ! | Weitere Bilder |
| 10102000070001 | (Karte) | Åryd 7:1              | Åryd 7:1 (Steinsetzung / L1979:6195) bitte Beschreibung ergänzen ! | Weitere Bilder |
| 10102000070002 | (Karte) | Åryd 7:2              | Åryd 7:2 (Steinsetzung / L1979:7024) bitte Beschreibung ergänzen ! | Weitere Bilder |
| 10102000070003 | (Karte) | Åryd 7:3              | Åryd 7:3 (Steinhügelgrab / L1979:6641) bitte Beschreibung ergänzen ! | Weitere Bilder |
| 10102000070004 | (Karte) | Åryd 7:4              | Åryd 7:4 (Steinsetzung / L1979:7025) bitte Beschreibung ergänzen ! | Weitere Bilder |
| 10102000080001 | (Karte) | Åryd 8:1              | Åryd 8:1 (Steinsetzung / L1979:6642) bitte Beschreibung ergänzen ! | Weitere Bilder |
| 10102000130001 | (Karte) | Åryd 13:1             | Åryd 13:1 (Steinsetzung / L1979:6308) bitte Beschreibung ergänzen ! | Weitere Bilder |
| 10102000140001 | (Karte) | Åryd 14:1             | Åryd 14:1 (Steinsetzung / L1979:6755) bitte Beschreibung ergänzen ! | Weitere Bilder |
| 10102000140002 | (Karte) | Åryd 14:2             | Åryd 14:2 (Grabstein / L1979:6756) bitte Beschreibung ergänzen ! | Weitere Bilder |
| 10102000150001 | (Karte) | Åryd 15:1             | Åryd 15:1 (Steinsetzung / L1979:6316) bitte Beschreibung ergänzen ! | Weitere Bilder |
| 10102000150002 | (Karte) | Åryd 15:2             | Åryd 15:2 (Grabstein / L1979:6317) bitte Beschreibung ergänzen ! | Weitere Bilder |
| 10102000160001 | (Karte) | Åryd 16:1             | Åryd 16:1 (Steinsetzung / L1979:6363) bitte Beschreibung ergänzen ! | Weitere Bilder |
| 10102000170001 | (Karte) | Åryd 17:1             | Åryd 17:1 (Steinsetzung / L1979:6809) bitte Beschreibung ergänzen ! | Weitere Bilder |
| 10102000170002 | (Karte) | Åryd 17:2             | Åryd 17:2 (Steinsetzung / L1979:6808) bitte Beschreibung ergänzen ! | Weitere Bilder |
| 10102000180001 | (Karte) | Åryd 18:1             | Åryd 18:1 (Steinsetzung / L1979:6317) bitte Beschreibung ergänzen ! | Weitere Bilder |
| 10102000180002 | (Karte) | Åryd 18:2             | Åryd 18:2 (Steinsetzung / L1979:6372) bitte Beschreibung ergänzen ! | Weitere Bilder |
| 10102000190001 | (Karte) | Åryd 19:1             | Åryd 19:1 (Steinsetzung / L1979:6418) bitte Beschreibung ergänzen ! | Weitere Bilder |
| 10102000190002 | (Karte) | Åryd 19:2             | Åryd 19:2 (Steinsetzung / L1979:6864) bitte Beschreibung ergänzen ! | Weitere Bilder |
| 10102000190003 | (Karte) | Åryd 19:3             | Åryd 19:3 (Steinsetzung / L1979:6865) bitte Beschreibung ergänzen ! | Weitere Bilder |
| 10102000200001 | (Karte) | Åryd 20:1             | Åryd 20:1 (Steinsetzung / L1979:6424) bitte Beschreibung ergänzen ! | Weitere Bilder |
| 10102000200001 | (Karte) | Åryd 21:1             | Åryd 21:1 (Steinhügelgrab / L1979:6425) bitte Beschreibung ergänzen ! | Weitere Bilder |
| 10102000210002 | (Karte) | Åryd 21:2             | Åryd 21:2 (Steinsetzung / L1979:6484) bitte Beschreibung ergänzen ! | Weitere Bilder |
| 10102000220001 | (Karte) | Åryd 22:1             | Åryd 22:1 (Gräberfeld / L1979:6959) bitte Beschreibung ergänzen ! | Weitere Bilder |
| 10102000230001 | (Karte) | Åryd 23:1             | Åryd 23:1 (Steinhügelgrab / L1979:6591) bitte Beschreibung ergänzen ! | Weitere Bilder |
| 10102000230002 | (Karte) | Åryd 23:2             | Åryd 23:2 (Steinsetzung / L1979:7027) bitte Beschreibung ergänzen ! | Weitere Bilder |
| 10102000230003 | (Karte) | Åryd 23:3             | Åryd 23:3 (Steinsetzung / L1979:6592) bitte Beschreibung ergänzen ! | Weitere Bilder |
| 10102000230004 | (Karte) | Åryd 23:4             | Åryd 23:4 (Grabeinfassung / L1979:7028) bitte Beschreibung ergänzen ! | Weitere Bilder |
| 10102000240001 | (Karte) | Åryd 24:1             | Åryd 24:1 (Steinsetzung / L1979:6645) bitte Beschreibung ergänzen ! | Weitere Bilder |
| 10102000250001 | (Karte) | Åryd 25:1             | Åryd 25:1 (Grabstein / L1979:6217) bitte Beschreibung ergänzen ! | Weitere Bilder |
| 10102000260001 | (Karte) | Åryd 26:1             | Åryd 26:1 (Steinhügelgrab / L1979:6218) bitte Beschreibung ergänzen ! | Weitere Bilder |
| 10102000280001 | (Karte) | Åryd 28:1             | Åryd 28:1 (Steinhügelgrab / L1979:6638) bitte Beschreibung ergänzen ! | Weitere Bilder |
| 10102000280002 | (Karte) | Åryd 28:2             | Åryd 28:2 (Steinsetzung / L1979:6202) bitte Beschreibung ergänzen ! | Weitere Bilder |
| 10102000290001 | (Karte) | Åryd 29:1             | Åryd 29:1 (Steinsetzung / L1979:6639) bitte Beschreibung ergänzen ! | Weitere Bilder |
| 10102000300001 | (Karte) | Åryd 30:1             | Åryd 30:1 (Steinsetzung / L1979:6640) bitte Beschreibung ergänzen ! | Weitere Bilder |
| 10102000320001 | (Karte) | Åryd 32:1             | Åryd 32:1 (Friedhof / L1979:6212) bitte Beschreibung ergänzen ! | Weitere Bilder |
| 10102000330001 | (Karte) | Åryd 33:1             | Åryd 33:1 (Steinsetzung / L1979:6213) bitte Beschreibung ergänzen ! | Weitere Bilder |
| 10102000330002 | (Karte) | Åryd 33:2             | Åryd 33:2 (Steinsetzung / L1979:6744) bitte Beschreibung ergänzen ! | Weitere Bilder |
| 10102000370001 | (Karte) | Åryd 37:1             | Åryd 37:1 (Grabstein / L1979:6795) bitte Beschreibung ergänzen ! | Weitere Bilder |
| 10102000370002 | (Karte) | Åryd 37:2             | Åryd 37:2 (Steinsetzung / L1979:6268) bitte Beschreibung ergänzen ! | Weitere Bilder |
| 10102000380001 | (Karte) | Åryd 38:1             | Åryd 38:1 (Steinsetzung / L1979:6796) bitte Beschreibung ergänzen ! | Weitere Bilder |
| 10102000380002 | (Karte) | Åryd 38:2             | Åryd 38:2 (Steinsetzung / L1979:6807) bitte Beschreibung ergänzen ! | Weitere Bilder |
| 10102000390001 | (Karte) | Åryd 39:1             | Åryd 39:1 (Steinsetzung / L1979:7030) bitte Beschreibung ergänzen ! | Weitere Bilder |
| 10102000400001 | (Karte) | Åryd 40:1             | Åryd 40:1 (Steinsetzung / L1979:7031) bitte Beschreibung ergänzen ! | Weitere Bilder |
| 10102000410001 | (Karte) | Åryd 41:1             | Åryd 41:1 (Gräberfeld / L1979:6849) bitte Beschreibung ergänzen ! | Weitere Bilder |
| 10102000430001 | (Karte) | Åryd 43:1             | Åryd 43:1 (Fallgrube / L1979:7034)runde (etwa 3 m Durchmesser) und 1,5 m tiefe Tierfanggrube, tw. mit Steinen umrandet; auf einem Hügel bei Boksätra, etwa 3 km südlich von Åryd | Weitere Bilder |
| 10102000450001 | (Karte) | Åryd 45:1             | Åryd 45:1 (Steinsetzung / L1979:6905) bitte Beschreibung ergänzen ! | Weitere Bilder |
| 10102000450002 | (Karte) | Åryd 45:2             | Åryd 45:2 (Steinsetzung / L1979:6906) bitte Beschreibung ergänzen ! | Weitere Bilder |
| 10102000460001 | (Karte) | Åryd 46:1             | Åryd 46:1 (Steinsetzung / L1979:6914) bitte Beschreibung ergänzen ! | Weitere Bilder |
| 10102000470001 | (Karte) | Åryd 47:1             | Åryd 47:1 (Steinsetzung / L1979:7037) bitte Beschreibung ergänzen ! | Weitere Bilder |
| 10102000480001 | (Karte) | Åryd 48:1             | Åryd 48:1 (Steinsetzung / L1979:7038) bitte Beschreibung ergänzen ! | Weitere Bilder |
| 10102000490001 | (Karte) | Åryd 49:1             | Åryd 49:1 (Steinhügelgrab / L1979:6956) bitte Beschreibung ergänzen ! | Weitere Bilder |
| 10102000500001 | (Karte) | Åryd 50:1             | Åryd 50:1 (Steinsetzung / L1979:6971) bitte Beschreibung ergänzen ! | Weitere Bilder |
| 10102000500002 | (Karte) | Åryd 50:2             | Åryd 50:2 (Steinsetzung / L1979:7042) bitte Beschreibung ergänzen ! | Weitere Bilder |
| 10102000500003 | (Karte) | Åryd 50:3             | Åryd 50:3 (Steinsetzung / L1979:6957) bitte Beschreibung ergänzen ! | Weitere Bilder |
| 10102000500004 | (Karte) | Åryd 50:4             | Åryd 50:4 (Steinsetzung / L1979:7043) bitte Beschreibung ergänzen ! | Weitere Bilder |
| 10102000520001 | (Karte) | Åryd 52:1             | Åryd 52:1 (Steinsetzung / L1979:7015) bitte Beschreibung ergänzen ! | Weitere Bilder |
| 10102000530001 | (Karte) | Åryd 53:1             | Åryd 53:1 (Steinsetzung / L1979:7026) bitte Beschreibung ergänzen ! | Weitere Bilder |
| 10102000540001 | (Karte) | Åryd 54:1             | Åryd 54:1 (Steinsetzung / L1979:6631) bitte Beschreibung ergänzen ! | Weitere Bilder |
| 10102000550001 | (Karte) | Åryd 55:1             | Åryd 55:1 (Grabstein / L1979:6632) bitte Beschreibung ergänzen ! | Weitere Bilder |
| 10102000560001 | (Karte) | Åryd 56:1             | Åryd 56:1 (Steinsetzung / L1979:6193) bitte Beschreibung ergänzen ! | Weitere Bilder |
| 10102000570001 | (Karte) | Åryd 57:1             | Åryd 57:1 (Steinsetzung / L1979:6194) bitte Beschreibung ergänzen ! | Weitere Bilder |
| 10102000580001 | (Karte) | Åryd 58:1             | Åryd 58:1 (Petroglyphe / L1979:6205) (auch als „Opferhain von Halahult“ schwedisch „Offerlunden“ bekannt) bitte Beschreibung ergänzen ! | Weitere Bilder |
| 10102000600001 | (Karte) | Åryd 60:1             | Åryd 60:1 (Steinsetzung / L1979:6748) bitte Beschreibung ergänzen ! | Weitere Bilder |
| 10102000680001 | (Karte) | Åryd 68:1             | Åryd 68:1 (Grabsteinp / L1979:6373) bitte Beschreibung ergänzen ! | Weitere Bilder |
| 10102000690001 | (Karte) | Åryd 69:1             | Åryd 69:1 (Grabstein / L1979:6851) bitte Beschreibung ergänzen ! | Weitere Bilder |
| 10102000700001 | (Karte) | Åryd 70:1             | Åryd 70:1 (Steinsetzung / L1979:6852) bitte Beschreibung ergänzen ! | Weitere Bilder |
| 10102000710001 | (Karte) | Åryd 71:1             | Åryd 71:1 (Grabstein / L1979:6417) bitte Beschreibung ergänzen ! | Weitere Bilder |
| 10102000710002 | (Karte) | Åryd 71:2             | Åryd 71:2 (Grabstein / L1979:6416) bitte Beschreibung ergänzen ! | Weitere Bilder |
| 10102000720001 | (Karte) | Åryd 72:1             | Åryd 72:1 (Steinsetzung / L1979:6426) bitte Beschreibung ergänzen ! | Weitere Bilder |
| 12000000121350 | (Karte) | Åryd 328              | Åryd 328 (Steinsetzung / L1978:7090) bitte Beschreibung ergänzen ! | Weitere Bilder |
| 12000000121351 | (Karte) | Åryd 329              | Åryd 329 (Steinsetzung / L1978:7091) bitte Beschreibung ergänzen ! | Weitere Bilder |
| 12000000121352 | (Karte) | Åryd 330              | Åryd 330 (Steinsetzung / L1978:7092) bitte Beschreibung ergänzen ! | Weitere Bilder |
| 12000000121354 | (Karte) | Åryd 332              | Åryd 332 (Grabstein / L1978:7209) bitte Beschreibung ergänzen ! | Weitere Bilder |
| 12000000121362 | (Karte) | Åryd 340              | Åryd 340 (Steinsetzung / L1978:7100) bitte Beschreibung ergänzen ! | Weitere Bilder |
| 12000000121364 | (Karte) | Åryd 342              | Åryd 342 (Steinsetzung / L1978:7294) bitte Beschreibung ergänzen ! | Weitere Bilder |
| 12000000135848 | (Karte) | Åryd 345              | Åryd 345 (Grabstein / L1978:8496) bitte Beschreibung ergänzen ! | Weitere Bilder |
| 12000000136078 | (Karte) | Åryd 354              | Åryd 354 (Steinsetzung / L1978:8378) bitte Beschreibung ergänzen ! | Weitere Bilder |
| 12000000148254 | (Karte) | Åryd 406              | Åryd 406 (Wohnsiedlung / L1978:9399) Reste einer historischen Wohnsiedlung (auch bekannt als schwedisch Björnahemmet), auf einer Fläche von etwa 35 × 35 m befinden sich 7 ehemalige Hausfundamente, das Gelände ist mit einer Steinmauer gegen den Hang abgegrenzt. Im Osten grenzt das Eriksberg-Naturreservat mit dem Wild- und Naturpark Eriksberg an das Areal an, der Bereich wurde um 1684 als schwedisch Biörnhemstor bezeichnet wurde und seit 1725 als Björnahemmet genannt. | Weitere Bilder |